# Bolesław III płocki

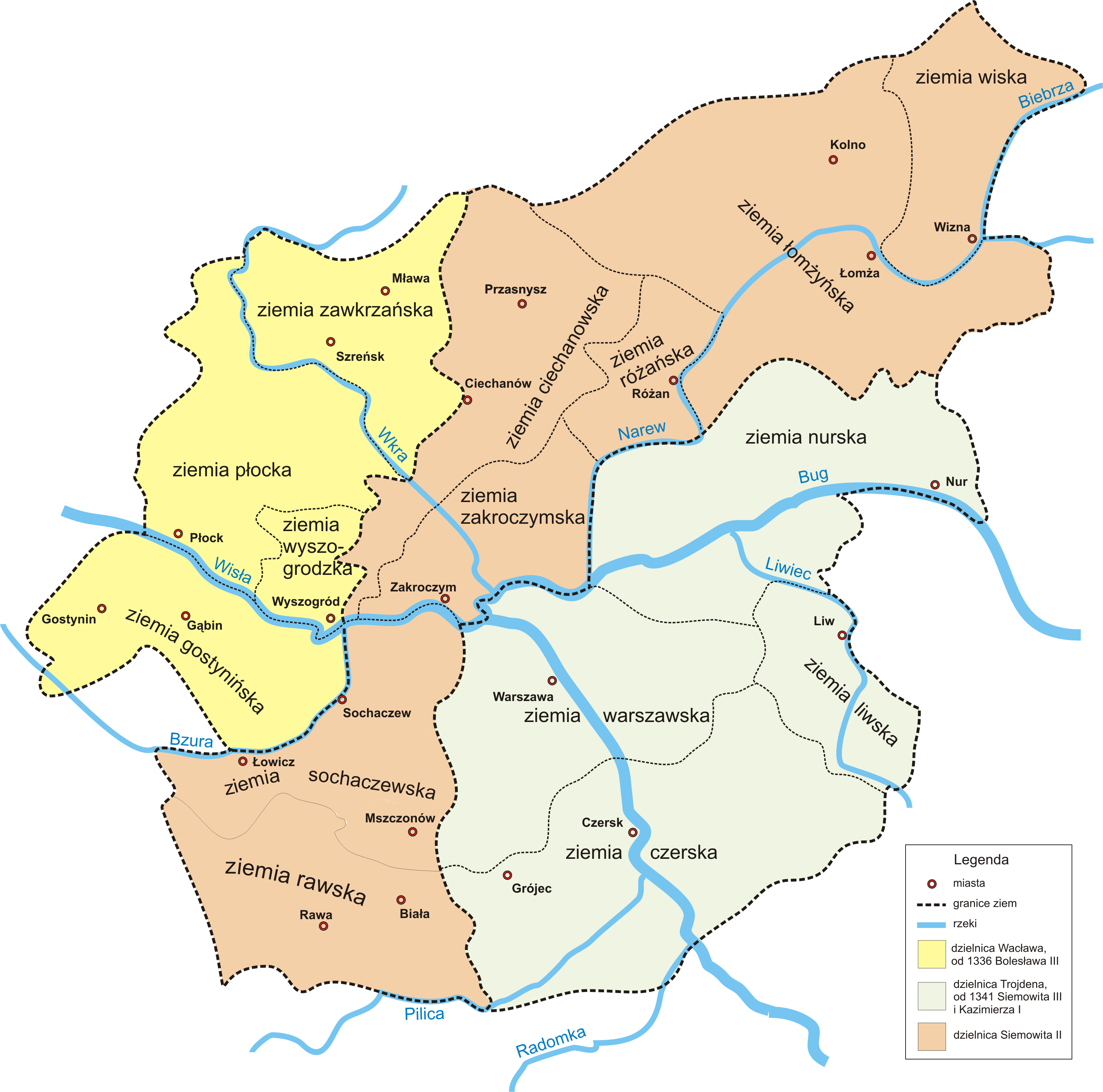
Podział Mazowsza
(1313-1345) pomiędzy Siemowita II rawskiego, Trojdena I, Wacława płockiego

Bolesław (Bolko) III płocki także jako Bolesław Wańkowic (ur. pomiędzy 1322 a 1330, zm. 20 sierpnia 1351) – książę płocki od 1336, początkowo do 1340 regencja stryjów, od 1345 w Wiźnie i Sochaczewie, przez cały okres rządów formalnie lennik czeski.

## Życiorys
Bolesław III był jedynym synem księcia płockiego Wańki i Elżbiety Giedyminówny. W chwili śmierci w 1336 ojca małoletni, znalazł się do 1340 pod opieką stryjów Siemowita II i Trojdena I. Pięć lat później zmarł bezpotomnie jego stryj Siemowit II, co przyniosło mu Wiznę i Sochaczew.
W bliżej nieznanym momencie Bolesław III uznał się, tak jak ojciec, lennikiem króla czeskiego Jana Luksemburczyka, co miało mu zapewnić integralność terytorialną księstwa położonego między dwiema zwalczającymi się potęgami – Polską i zakonem krzyżackim. W tym też celu 30 września 1341 Bolesław zobowiązał się ponowić hołd lenny na ręce Karola Luksemburskiego na wypadek śmierci króla Jana.
W 1343 Bolesław razem z pozostałymi książętami mazowieckimi potwierdził postanowienia pokoju kaliskiego i zgodził się na rezygnację Polski z Pomorza i ziemi chełmińskiej.
W drugiej połowie lat czterdziestych XIV wieku Bolesław zaczął jednak odchodzić od polityki współpracy z czeskimi Luksemburgami, zbliżając się do króla polskiego Kazimierza Wielkiego. Co więcej, w bliżej nieznanym momencie na wypadek braku męskiego potomstwa zapisał swoje księstwo Kazimierzowi, co uczynił wbrew interesom politycznym dynastii Luksemburgów.
W 1351 Bolesław III wziął udział razem z Kazimierzem Wielkim i Ludwikiem Andegaweńskim w wyprawie przeciwko władcy litewskiemu Kiejstutowi. Wyprawa zakończyła się pełnym sukcesem, zwłaszcza że 15 lipca 1351 udało się zawrzeć z Litwinami układ rozejmowy na mocy którego Kiejstut zobowiązał się przyjąć chrześcijaństwo i w tym celu został oddany pod opiekę księcia płockiego w charakterze honorowego jeńca. Wkrótce okazało się jednak, że ze strony Kiejstuta był to tylko zabieg dyplomatyczny, gdyż pięć dni później zdecydował się on na ucieczkę, korzystając z ataku podążających za oddziałami Bolesława wojsk litewskich. W pościgu za Kiejstutem Bolesław III zginął pod Mielnikiem trafiony strzałą z łuku, a władca litewski nie niepokojony już przez nikogo wrócił do siebie.
Zmarły 20 sierpnia 1351 Bolesław III został pochowany w katedrze płockiej. Nigdy się nie ożenił i nie zostawił następców. Księstwo płockie po jego śmierci zostało podzielone pomiędzy książąt mazowieckich, braci -  Siemowita III i Kazimierza Trojdenowica (dostał się im Gostynin i Sochaczew),  i króla Polski (Płock i Wizna, Ziemia Zakroczymska). 18 września 1351 obaj bracia złożyli hołd lenny królowi Kazimierzowi. Ostateczna rezygnacja od zobowiązań lennych Mazowsza przez cesarza Karola IV, nastąpiła 26 lutego 1360 na sejmie Rzeszy w Norymberdze.